# Unité citoyenne
Unité Citoyenne (en espagnol : Unidad Ciudadana) est une coalition électorale péroniste formée pour les élections législatives d'Argentine de 2017. Elle est inscrite dans les provinces de Buenos Aires, Catamarca, Chaco, Córdoba, Misiones, Neuquén, Entre Ríos et la capitale fédérale Buenos Aires. Les députés nationaux élus sous l'étiquette Unité Citoyenne intègrent le groupe parlementaire du Front de tous.

## Histoire
Peu de temps après avoir terminé son second mandat de Présidente de la Nation, Cristina Fernández de Kirchner forme une très grande coalition qui donne comme priorité l'unité des opposants aux politiques de Mauricio Macri.
La coalition se préoccupe du comportement de divers parlementaires qui votent favorablement aux projets de Macri. Cela va en partie créer des malentendus avec des factions du  Parti Justicialiste. La coalition garantit que, une fois choisis, les représentants ne voteront aucun projet de loi incompatible avec le programme de l'Unité Citoyenne. Selon les mots l'ancienne Présidente, l'alliance est créée afin d'«unir les citoyens pour poser une limite au gouvernement du président Mauricio Macri et éviter qu'il élimine les droits sociaux acquis».

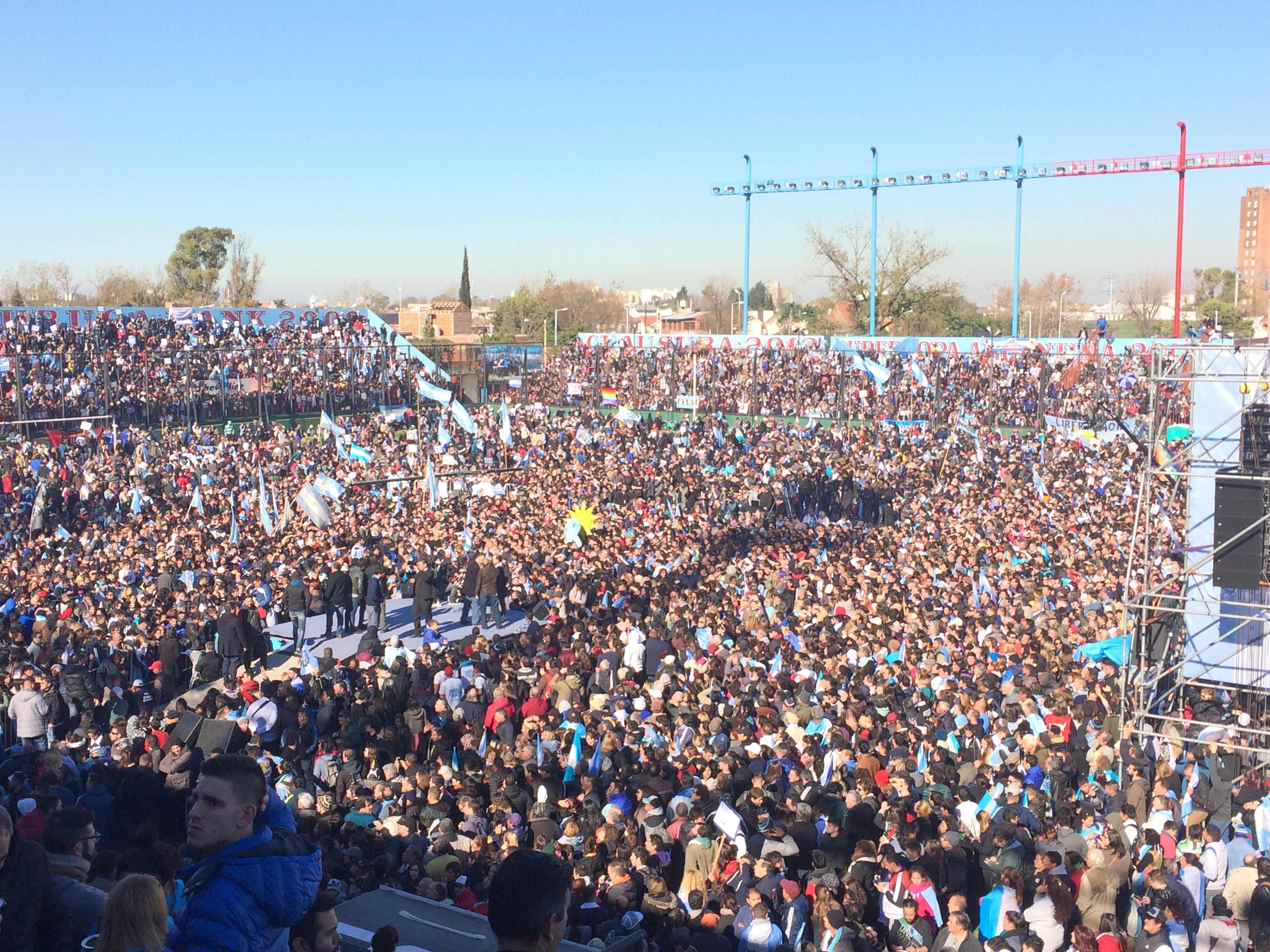
Meeting du 20 juin 2017

L'alliance est officiellement lancée le 20 juin 2017 après un grand rassemblement à Sarandí, municipalité du Grand Buenos Aires.

## Listes

### Province de Buenos Aires

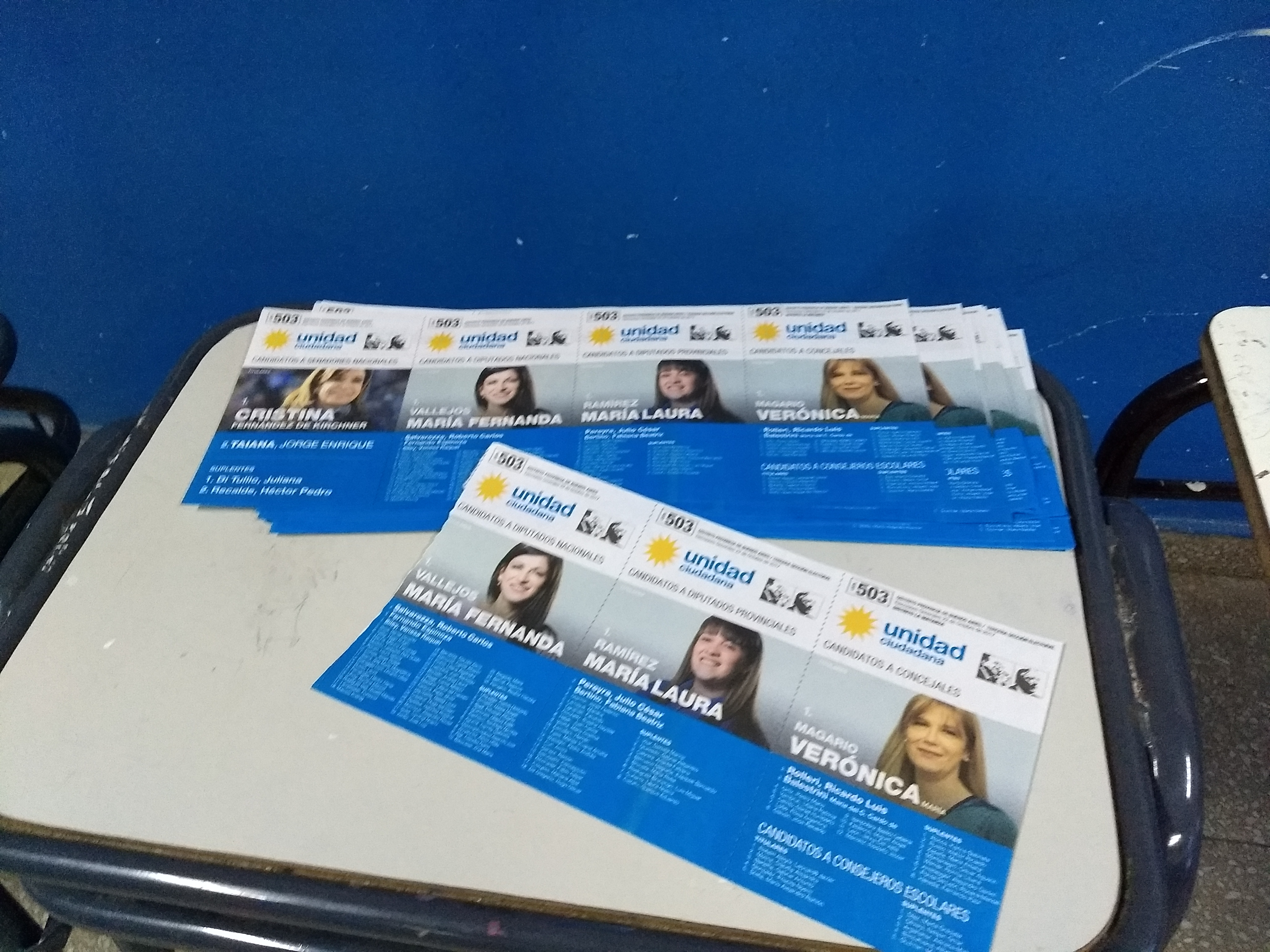
Bulletin de vote dans la circonscription de La Matanza.

Le 24 juin, l'ancienne Présidente Cristina Fernández de Kirchner confirme sa candidature en tant que sénatrice nationale accompagnée de Jorge Taiana sur la liste d'Unité Citoyenne.

### Ville de Buenos Aires
Le 12 juin, l'"Unité Porteña" est créée en participant à Unité Citoyenne.

## Programme
En même temps que le lancement d'Unité Citoyenne, les principaux axes de la campagne électorale ont été résumés en quinze points. Cela commence par « Macri est arrivé au pouvoir grâce à une escroquerie électorale » puis les éléments suivants sont énoncés :
« 
1. Récupérer ce qui a été perdu : emploi, salaires et conditions de travail ;
2. Frener l'augmentation incontrôlée des prix de la produits de consommation ;
3. Protéger l'industrie nationale ;
4. Mettre fin aux pillages financiers et défendre les entreprises publiques nationales ;
5. Défense du système de sécurité sociale et des pensions de retraites ;
6. Stopper la boule de neige de l'endettement extérieure. Revoir la dette contractée ;
7. Oxigener les économies régionales et celles des petits et moyens producteurs agricoles ;
8. Juste et transparente redistribution des ressources aux provinces qui assurent le fédéralisme et l'autonomie ;
9. Quelque chose de plus que la corruption : ARGENTINA S.A. ;
10. Femme. Egale et Vivante.
11. Droits de l'Homme. Une Argentine sans pressions politiques et sans génocides libres ;
12. Sécurité publique, insertion sociale et organisation institutionnelle ;
13. L'Etat pour équilibrer la société et les marchés ;
14. Protection des ressources naturelles ;
15. Intégration régionale productive pour défendre la souveraineté. »

Toutefois, Unité Citoyenne a pour objectif déclaré d'éviter les confrontations entre les forces communes d'opposition aux politiques de Mauricio Macri et de garantir que les représentants élus par Unité Citoyenne ne soutiennent pas la politique de la majorité sans accord préalable de la coalition.